# スティーブ・マフィ
スティーブ・マフィ（Steve Mafi、1989年12月9日 - ）は、プロD2、オヨナ・ラグビーに所属するラグビーユニオン選手。

## プロフィール
- オーストラリア・ニューサウスウェールズ州フェアフィールド出身。
- ポジションはロック(LO)、フランカー(FL)。
- 身長 201cm、体重 112kg
- トンガ代表キャップは33(2020年5月現在）でラグビーワールドカップ2015・ラグビーワールドカップ2019のトンガ代表に選ばれた[1]。

## 略歴
レスター・タイガース、シドニー・ラムズ、フォース、カストル・オランピックを経て、2019年、ロンドン・アイリッシュに加入。
2022年、オヨナに加入。 